# Сараджян, Сергей Георгиевич
Сергей Георгиевич Сараджян (род. 12 февраля 1945, Ереван,Армянская ССР, СССР) — армянский пианист.

## Биография
Сергей Сараджян родился в 1945 году в Ереване семье пианиста, композитора Георгия Сараджева и певицы Анны Сараджян. В 1974 году окончил фортепианный факультет Ереванской государственной консерватории имени Комитаса, затем преподавал на этом же факультете (профессор). В 1977—1987 годах гастролировал со своим братом Ваграмом Сараджяном в Армении и за рубежом. Неоднократно был председателем жюри республиканских, международных музыкальных конкурсов и фестивалей, давал мастер-классы в Армении и за рубежом. Он основал издательство Ереванской консерватории и издавал газету «Музыкант» . С 2002 по 2011 год он был ректором Ереванской Государственной консерватории имени Комитаса.

## Награды
- Золотая медаль Министерства образования и науки РА, 2005 г.
- Медаль РА «За заслуги перед Отечеством» 2-й степени, 2011 г.[5]

## Семья
- Отец — Георгий Сараджев
- Мать — Анна Сараджян, певица
- Брат — Ваграм Сараджян, виолончелист
- Сын — Георгий Сараджян, пианист
- Дочь — Анна Сергеевна Сараджян, пианист